# 여선왕
여선왕(呂宣王, ? ~ 기원전 203년)은 중국 진나라 말기, 전한 초기의 인물로, 산양군 선보현(單父縣) 사람이다. 고황후의 아버지로, 《사기색은》에서는 위국 사람이라고 하는 《상경》의 기록과 여남군 신채현 사람이라고 하는 《한서구의》의 기록도 인용해 남겼다.
선보현의 유력자로, 아직 전한 고제가 관직에 나가지 않았을 때 이미 알아보고 사위로 삼았다. 기원전 206년, 고제가 한왕에 봉해지면서 임사후(臨泗侯)에 봉해졌다. 고제 4년(기원전 203년)에 죽었다. 고황후가 임조칭제하면서 선왕(宣王)으로 추존했다.

## 가계
- 여선왕
  - 여도무왕 여택 (아들)
    - 여왕 여태 (손자)
      - 여왕 여가 (증손)
      - 연왕 여통

    - 양왕 여산

  - 조소왕 여석지
    - 여칙
    - 여종
    - 조왕 여록

  - 고황후 여치 (딸) = 전한 고제 유방 (사위)
  - 임광후 여수 = 무양무후 번쾌